# Lovejoy (Georgia)
Lovejoy – miasto w Stanach Zjednoczonych, w stanie Georgia, w hrabstwie Clayton.